# Олений мост (Москва)

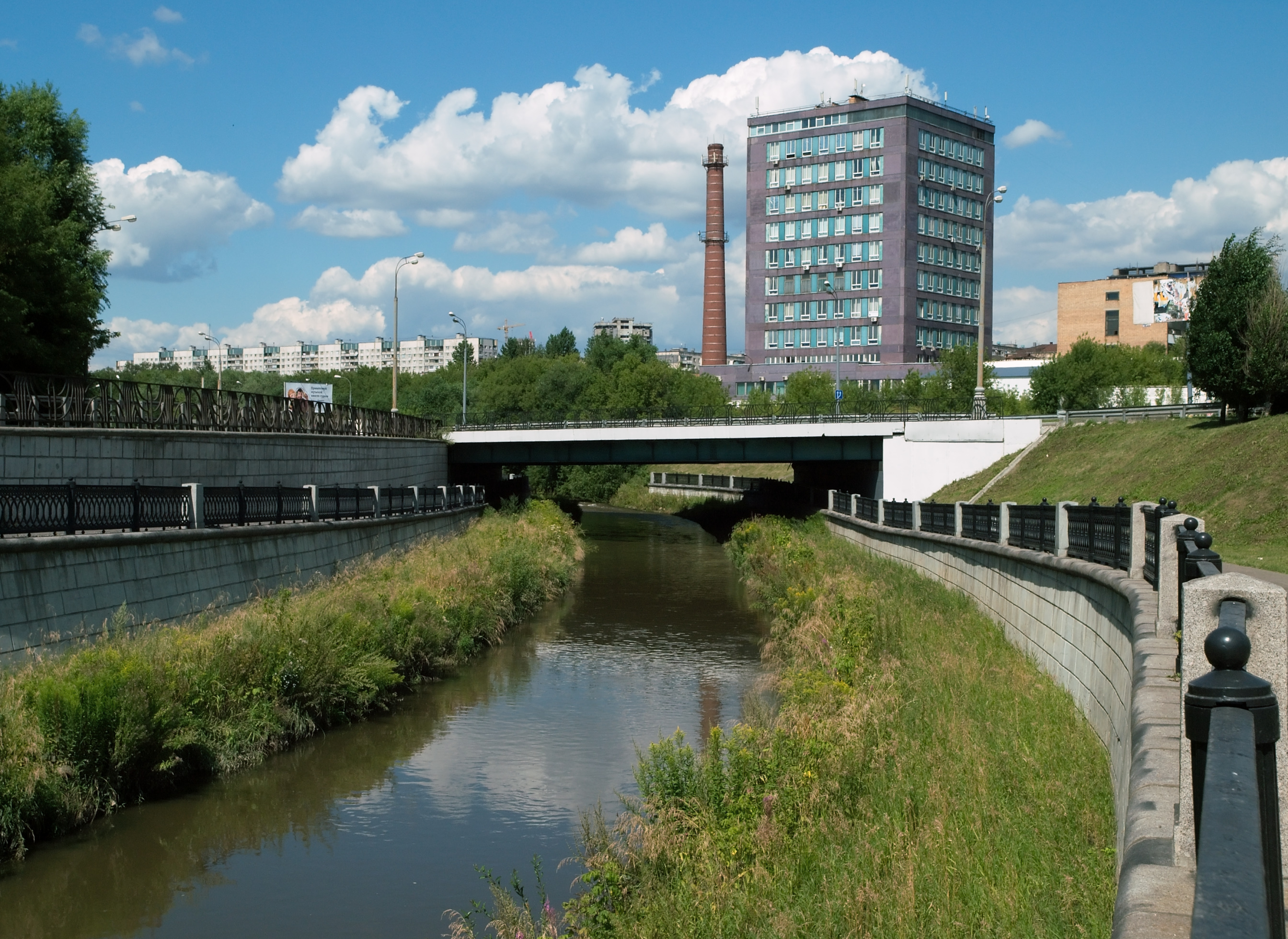
Панорама Яузы и Олений мост в 2009 году

Оле́ний мост (2001 г.) — низкий автодорожный мост через реку Яуза в Москве, на 9,6 км от устья реки. Является верхней границей возможного судоходства по Яузе. Мост находится между Глебовским и Богатырским мостами.

## Расположение
Олений мост является окончанием Проектируемого проезда № 1888, который начинается от перекрёстка набережной Ганнушкина c улицей Богородский Вал (у Глебовского моста). Сразу после моста — начало одной из двух проезжих частей проспекта Ветеранов. Другая его проезжая часть начинается от перекрёстка Русаковской набережной с улицей Олений Вал.

## Соседние мосты через Яузу
- Выше по течению реки — Богатырский мост
- Ниже по течению реки — Глебовский мост

## Организации, участвовавшие в проектировании и строительстве моста
- Заказчик строительства — ЗАО УКСИКС «Д».
- Генеральная проектная организация — ГУП «Мосинжпроект». ОАО «Институт Гипростроймост» участвовал в проектировании основных конструкций.
- Генеральная подрядная организация — СУ-37 АООТ «Дормост», г. Москва.

## Характеристики моста
- Материал — сталь, железобетон.
- Расположение — под углом 53° к набережной реки.
- Габарит проезда — 2×16,15+2×1,5 м.
- Высота стенки главных балок — 1450 мм.
- Толщина железобетонной плиты проезжей части — 220 мм.

## Дополнительные функции моста
Мост включает в себя:
- Три кабельных моста.
- Две трубы теплотрассы диаметром 820 мм.